# NGC 439
NGC 439 este o galaxie lenticulară situată în constelația Sculptorul. A fost descoperită în 27 septembrie 1834 de către John Herschel.